# Apple Filing Protocol
Apple Filing Protocol (AFP) är Apples egenutvecklade nätverksfilsystem. Protokollet ligger högst upp i Appletalk enligt OSI-modellen.
AFP utvecklades som en del i Appletalk-systemet 1984, och var länge den enda möjligheten till fildelning över nätverk som var inbyggd i Mac OS Classic. Från att ha varit helt knutet till Appletalk och dess dataöverföringsprotokoll DDP är AFP sedan version 2.1 också kompatibelt med TCP/IP. I och med Mac OS X 10.4 saknas stöd helt för DDP och AFP är idag helt anpassat för dagens internetprotokoll.
Förutom de rent nätverksrelaterade förändringarna har utvecklingen av AFP hållit jämna steg med utvecklingen av Apples operativsystem och dess filsystem HFS. Till dessa förändringar hör stöd för filer större än 2 gigabyte, filnamn med mer än 31 tecken och stöd för UTF-8 (unicode) i filnamnen. Filsystemsfunktioner typiska för Mac OS och HFS, såsom resursdelar i filer och namnet på det program som skapat en fil, har alltid ingått – trots att dessa funktioner knappt används i dagens Mac OS.
Begränsat stöd för att dela ut filer har ingått i Mac OS sedan version 7.0, men Apple har också tillverkat fyra olika serverprogramvaror för AFP:
- Appleshare var Apples ursprungliga filserver för Mac OS upp till version 8.1, och fungerade enbart över Appletalk.
- Apples egen UNIX-variant A/UX hade en egen filserver som liksom den samtida Appleshare enbart stödde Appletalk.
- Appleshare IP införde stöd för AFP-fildelning över TCP/IP-nätverk och körde tillsammans med Mac OS upp till version 9.2.2.
- Mac OS X Server är en specialversion av Mac OS avsedd för servrar. Från och med version 10.4 (kodnamn Tiger) är stödet för Appletalk slopat.

AFP-servrar finns också från andra tillverkare och till andra operativsystem. Microsoft erbjuder sitt paket "Services for Macintosh" för Windows, även om denna lösning enbart stöder äldre versioner av protokollet. Tredjepartstillverkare tillhandahåller modernare servrar för Windows. I Novell Netware ingår en modern server med stöd för AFP version 3. För UNIX-system finns gratisprogramvaran "netatalk" som också fungerar som en AFP-server. De flesta operativsystem kan också agera AFP-klienter, antingen som standard eller via extra mjukvara.